# Košarka na OI 2012.
Košarka na OI 2012. u Londonu igrala se od 28. srpnja do 12. kolovoza. Utakmice su se igrale u Košarkaškoj olimpijskoj areni i O2 areni. Branitelj naslova i u muškoj i u ženskoj konkurenciji su SAD. Hrvatska djevojčad prvi put nastupa na olimpijskom turniru, dok se momčad nije uspjela kvalificirati kao prethodni put.

## Muškarci

### Kvalifikacije
| Muška košarka                   | Nadnevak                     | Domaćin    | Broj mjesta | Izborili sudjelovanje   |
| ------------------------------- | ---------------------------- | ---------- | ----------- | ----------------------- |
| Domaćin                         | -                            | -          | 1           | Velika Britanija        |
| Svjetsko prvenstvo 2010.        | 28. kolovoza-12. rujna 2010. | Turska     | 1           | SAD                     |
| Afričko prvenstvo 2011.         | 17. – 28. kolovoza 2011.     | Madagaskar | 1           | Tunis                   |
| Američko prvenstvo 2011.        | 30. kolovoza-11. rujna 2011. | Argentina  | 2           | Argentina, Brazil       |
| Oceanijsko prvenstvo 2011.      | 7. – 11. rujna 2011.         | Australija | 1           | Australija              |
| Europsko prvenstvo 2011.        | 31. kolovoza-18. rujna 2011. | Litva      | 2           | Španjolska, Francuska   |
| Azijsko prvenstvo 2011.         | 15. – 25. rujna 2011.        | Kina       | 1           | Kina                    |
| Svjetski kvalifikacijski turnir | 2. – 8. srpnja 2012.         | Venezuela  | 3           | Rusija, Nigerija, Litva |
| UKUPNO                          |                              |            | 12          |                         |

## Žene

### Kvalifikacije
| Ženska košarka                  | Nadnevak                     | Domaćin    | Broj mjesta | Izborili sudjelovanje                      |
| ------------------------------- | ---------------------------- | ---------- | ----------- | ------------------------------------------ |
| Domaćin                         | -                            | -          | 1           | Velika Britanija                           |
| Svjetsko prvenstvo 2010.        | 23. rujna-3. listopada 2011. | Češka      | 1           | SAD                                        |
| Europsko prvenstvo 2011.        | 18. lipnja-3. srpnja 2011.   | Poljska    | 1           | Rusija                                     |
| Azijsko prvenstvo               | 21. – 28. kolovoza 2011.     | Japan      | 1           | Kina                                       |
| Oceanijsko prvenstvo 2011.      | 7. – 11. rujna 2011.         | Australija | 1           | Australija                                 |
| Američko prvenstvo 2011.        | 24. rujna-1. listopada 2011. | Kolumbija  | 1           | Brazil                                     |
| Afričko prvenstvo 2011.         | 23. rujna-2. listopada 2011. | Mali       | 1           | Angola                                     |
| Svjetski kvalifikacijski turnir | 25. lipnja-1. srpnja 2012.   | Turska     | 5           | Francuska, Turska, Češka, Hrvatska, Kanada |
| UKUPNO                          |                              |            | 12          |                                            |